# Milan Němec (piłkarz)
Milan Němec (ur. 14 lutego 1959) – słowacki piłkarz występujący na pozycji napastnika. Reprezentant Czechosłowacji.

## Kariera klubowa
Němec karierę rozpoczynał w 1976 roku w Slovanie Bratysława. W 1979 roku przeszedł do Dukli Bańska Bystrzyca. W sezonie 1981/1982 spadł z nią z pierwszej ligi do drugiej, jednak w kolejnym awansował z powrotem do pierwszej. Graczem Dukli był przez 11 sezonów.
W 1990 roku Němec przeszedł do wschodnioniemieckiego FC Rot-Weiß Erfurt. W Oberlidze zadebiutował 11 sierpnia 1990 w wygranym 4:0 meczu z FC Berlin. W Erfurcie spędził sezon 1990/1991. Następnie grał w belgijskim SC Wielsbeke, a także słowackich drużynach Tatran Preszów oraz ŽP Šport Podbrezová. W 2001 roku zakończył karierę.

## Kariera reprezentacyjna
W reprezentacji Czechosłowacji Němec zadebiutował 28 marca 1984 w przegranym 1:2 towarzyskim meczu z NRD. W drużynie narodowej rozegrał 2 spotkania, oba w 1984 roku.